# Renato Pirocchi
Renato Pirocchi (Notaresco, 26 maart 1933 – Chieti, 29 juli 2002) was een Formule 1-coureur uit Italië. Hij nam deel aan zijn thuisrace in 1961 voor het team Cooper, maar finishte twaalfde en scoorde zo geen WK-punten.